# 黎巴嫩雪松
黎巴嫩雪松（学名：Cedrus libani）是东地中海盆地山区的本土雪松。它是常绿针叶树，可长至40米高。黎巴嫩雪松也是黎巴嫩的国家象征，在该国国旗上可以看见其图案。其在公园、花园等地广泛种植，用作观赏植物。